# نغوسان ديفيد أسومان
نغوسان ديفيد أسومان (بالفرنسية: N'Guessan David Assouman)‏ (مواليد 18 أغسطس 1996 في ساحل العاج) هو لاعب كرة قدم عاجي يجيد اللعب في مركز قلب الدفاع وبدرجة أقل الظهير الأيسر. من دون نادي حاليا.